# 三宿
三宿（日语：／ Mishuku */?）是東京都世田谷區的町名。現行行政地名為三宿一丁目與二丁目。郵遞區號154-0005。

## 地理
位於三宿交差點西北側，全町屬烏山川河谷斜坡，南側為三宿一丁目，北側為三宿二丁目，谷底部分が境となっている。三宿交差點（國道246號與東京都道420號鮫洲大山線交會點）附近是知名的潮流重鎮。
三宿一丁目有知名的棒球名校世田谷學園中學校、高等學校。路面電車東急玉川線營運時期，曾在此地設置三宿站。陸上自衛隊三宿駐屯地並是在南邊的世田谷區池尻與目黑區東山。

### 潮流重鎮
三宿交差點附近在1990年代聚集了甜點、法式料理、酒吧，家具店等潮流店家。從最近的車站（東急田園都市線池尻大橋站、三軒茶屋站）須步行約10分鐘。

## 歷史

### 地名由來
這一帶在幕末稱為「蛇池」或「龍池」（北澤川與烏山川匯流處至目黑川大橋一帶為沼澤地。附近有「池尻村」、「池澤村」等以「池」命名的村落，現在國道246號（玉川通）北側的池尻、三宿在地形上屬池的低地部分，其北方稱為「池之上」。），為水的宿留之地而稱「水宿」，後演變為「三宿」。
另有一說為三宿是「本宿」、「北宿」、「南宿」的合稱。

### 沿革
- 1625年（寛永2年）：三宿村出現在歷史上。
- 1889年（明治22年）：為東京府荏原郡世田谷村大字三宿。
- 1923年（大正12年）：為東京府荏原郡世田谷町大字三宿。
- 1932年（昭和7年）：為東京府東京市世田谷區三宿町。
- 1943年（昭和18年）：為東京都世田谷區三宿町。
- 1965年（昭和40年）：為現行町名（三宿一丁目、三宿二丁目）。

## 備註
1. ↑  平成25年（2013年）の世田谷区の町丁別人口と世帯数 - 世田谷区